# Энгестрём, Станислав Лаврентьевич фон
Гу́став Станисла́ус Бензельштирна фон Энгестрём (швед. Gustav Stanislaus Benzelstierna von Engeström; в России — Станислав Лаврентьевич Энгестрём; 28 июля 1791, Варшава (дистрикт), Генерал-губернаторство — 14 октября 1850) — шведско-польский граф, генерал-майор русской армии (1840).

## Биография
Сын шведского дипломата, государственного деятеля Ларс фон Энгестрёма, и его жены Розали Дря-Чьяповской. Начал свою военную карьеру в качестве корнета в лейб-гвардии Конного полка в 1808 году. Уже в следующем году он был назначен лейтенантом в том же полку. В 1810 году он был назначен камергером при дворе Карл XIII. В 1812 году он стал Риттмейстером, а затем в том же году штабным офицером.
Принял участие в битве при Лейпциге в 1813 году в качестве адъютанта фельдмаршала Гебхарда фон Блюхера и впоследствии был награждён прусским Pour le Mérite за свои действия во время битвы. Он также был награждён шведским орденом меча и медалью «За доблесть».
В 1814 году он стал майором Смоландского полка. Он стал бригадиром в шведском генералштоке в 1816 году. Он был уволен со своего поста в 1817 году и вскоре поступил на прусскую, а затем и русскую службу